# Front de libération de l'enclave de Cabinda
« FLEC » redirige ici. Pour l’article homophone, voir Fleck.

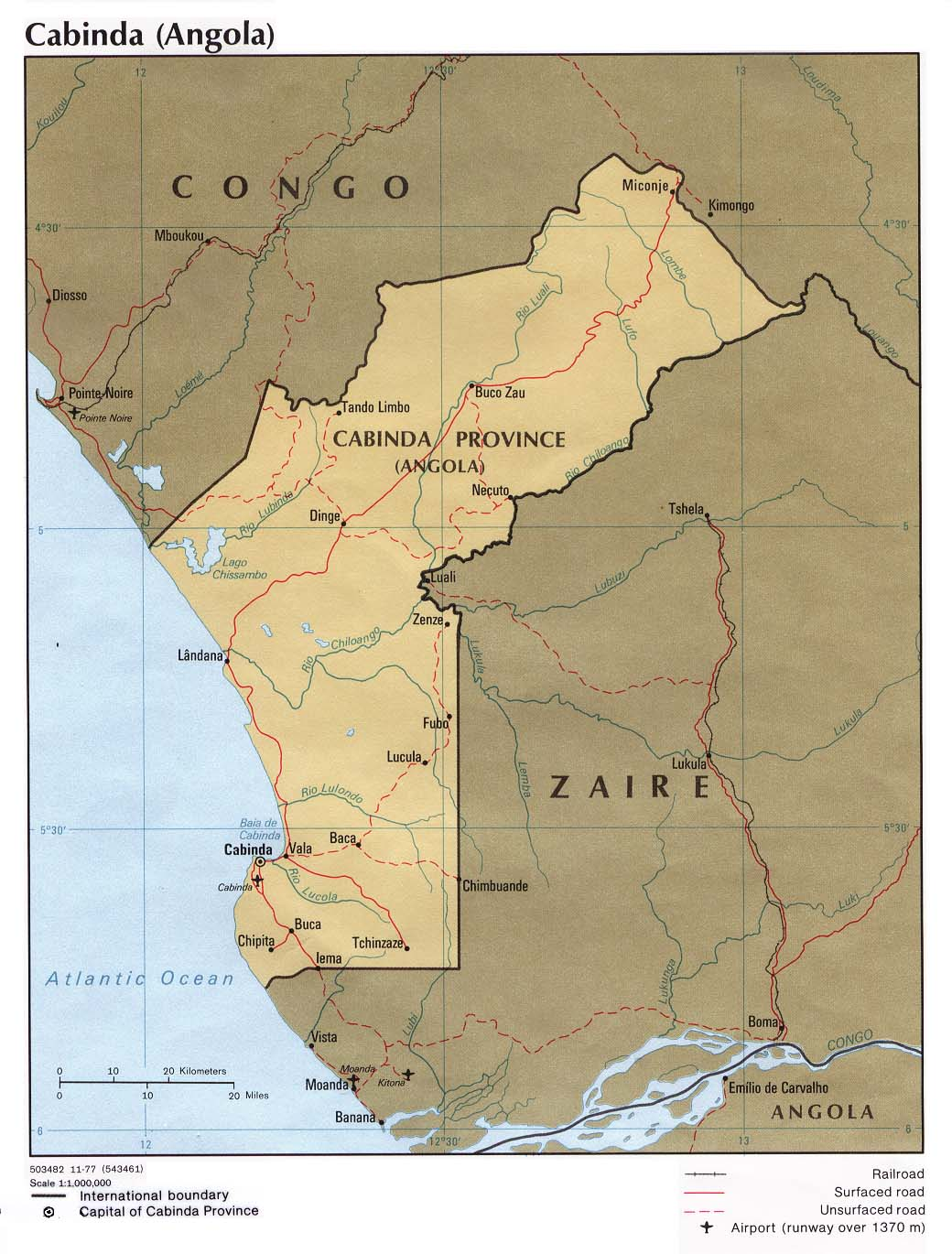
Carte de l'enclave de Cabinda, 1977.

Le Front de libération de l'État du Cabinda,,, (en portugais : Frente para a Libertação do Estado de Cabinda, en abrégé FLEC) est un mouvement indépendantiste armé fondé en 1963, actif au Cabinda, luttant pour l'indépendance de ce territoire contre l'État angolais depuis 1975. Le président fondateur est Luis de Gonzague Ranque Franque. 
Rodrigues Mingas en est l'actuel président élu par le congrès du Haut Commandement Militaire et président du gouvernement de la République du Cabinda en exil dont l'indépendance a été prononcée le 1er août 1975. Sur le terrain, la branche armée (les Forces Armées Cabindaises, en abrégé FAC) est toujours active et lutte contre les 50 000 soldats angolais déployés sur l'ensemble du territoire.

## Historique et guérilla
Ce mouvement trouve son origine dans les luttes anti-colonialistes qui touchèrent l'empire colonial portugais dans les années 1960, se soldant par l'indépendance totale de toutes les anciennes colonies et par un cessez-le-feu avec le Portugal en 1975. Toutefois le FLEC (Front de Libération de l'État du Cabinda), ignoré par le Portugal et combattu par le Mouvement populaire de libération de l'Angola (MPLA) et ses alliés cubains, ne put pas participer aux négociations pour un cessez-le-feu. 
Au cours du processus conflictuel de décolonisation de l'Angola, en 1974/1975, le MPLA et les troupes cubaines prirent le contrôle de l'enclave en l'absence de toute réaction des pays voisins du Cabinda. Lorsque l'Angola est devenue indépendante en 1975, le Cabinda ne fut pas consulté par référendum et l'accord d'Alvor de janvier 1975 la déclarait comme partie intégrante de son territoire. Les ressources pétrolières du Cabinda au large de la côte, qui représentent 60 % des ressources pétrolières angolaises, sont l'enjeu central du conflit. Entre-temps, l'Angola elle-même plongeait peu de temps après l'accord d'Alvor dans la guerre civile, une des plus longues de l'histoire de l'Afrique, changeant par conséquent les priorités du gouvernement du MPLA quant à la situation en Cabinda qu'il maintint sous son contrôle grâce à l'aide militaire de Cuba.
Le FLEC est soutenu par les États-Unis, le Zaïre et la France. Les mercenaires de Bob Denard interviennent en 1975 à ses côtés pour arracher ce territoire riche en pétrole à la souveraineté angolaise. Début novembre 1975, les rebelles, renforcés par les mercenaires et les troupes zaïroises de Mobutu, lancent l'offensive contre les forces angolaises, soutenues par 232 Cubains. L'opération est un échec et la contre-offensive repousse les assaillants jusqu'à la frontière du Zaïre.
En 1994, le conflit entre le FLEC et l'Angola éclate à l'occasion d'une insurrection dont la répression fait de 1 000 à 1 500 victimes civiles et militaires. Par la suite, il y eut au Cabinda une résistance plutôt politique que militaire. En 2006, un cessez-le-feu est signé entre certains éléments du FLEC et l'Angola. À cette date, les séparatistes du FLEC affirment contrôler 85 % de l'enclave du Cabinda, ce qui était en contradiction manifeste avec les réalités. Le conflit armé se manifeste à nouveau au printemps 2010, lorsque des guérilleros attaquent un convoi de soldats angolais escortant un bus de footballeurs Togolais en route pour la Coupe d'Afrique des nations. L'attaque fit un mort parmi l'encadrement de l'équipe togolaise et les leaders du FLEC ne revendiquèrent pas cette action. S'ensuivit une répression dure de la part de l'Angola, et depuis 2006, il y a des actions militaires sporadiques de la part du FLEC, tandis qu'une résistance politique persiste. Malgré les démentis des autorités angolaises, qui cherchent à nier l'existence du conflit, la « guerre de libération » continue toujours au Cabinda[réf. souhaitée].

## Financement de l'organisation
Dans le cadre de l'affaire des ventes d'armes à l'Angola, la France a été souvent critiquée au sujet de sa politique de Françafrique et pour son soutien au FLEC durant la guerre froide contre le régime communiste du Mouvement populaire de libération de l'Angola (MPLA) ayant gouverné en tant que parti unique l'Angola entre 1975 et 1992[réf. souhaitée].

## Emblèmes du mouvement

Drapeau de l'enclave de Cabinda.

Le drapeau du Cabinda a été adopté par le FLEC en décembre 1996 aux Pays-Bas.
Il est composé de trois couleurs : Bleu-ciel (l'avenir), jaune-or (la richesse du Pays) et noir (le passé amer) avec un blason en blanc (la paix) représentant le monument du traité de Simulambuco.
Le FLEC a son propre drapeau à trois bandes horizontales orange / jaune / bleu, avec au centre une étoile blanche dans un triangle vert.  

## En littérature
- Virginie Mouanda Kibinde, Au soleil noir du Cabinda, l'Arganier Transbordeurs, 2004 (ISBN 978-2-912728-08-1 et 978-2-84957-015-9, lire en ligne)

- Virginie Mouanda Kibinde, Mémoire d'une colline: roman, Acoria, 2009 (ISBN 978-2-35572-036-9)